# České Středohoří
České Středohoří, ou hauts-plateaux de Bohême centrale, est une chaîne de montagnes du nord de la Bohême, en Tchéquie. Longue d'environ 80 km, elle s'étend de Česká Lípa au nord-est à Bílina au sud-ouest, et de Litoměřice au nord à Děčín au sud ; elle est traversée par l'Elbe.

## Toponymie
Le terme středohoří peut être traduit en « monts centraux », mais cette appellation est incorrecte du fait du positionnement des montagnes au centre du pays ; elle signifie en fait que les monts de cette chaîne sont d'altitude modérée.

## Géologie
České Středohoří est essentiellement basaltique ; on peut y observer des cônes volcaniques.
Comme aucune autre chaîne de montagnes d'Europe centrale[réf. nécessaire], les monts de cette région se caractérisent par un volcanisme tertiaire. Des coulées de lave basaltiques massives et des produits magmatiques, des cendres volcaniques et des tufs se sont déposés. Dans le bassin nord de la Bohême près de Most, l’influence des coulées de magma chaud a en partie conduit à la formation de scories, mais également à une meilleure carbonification des gisements de lignite.
Les orthogneiss, les migmatites et les paragneiss migmatisés, également présents dans les monts Métallifères, constituent le socle des montagnes. À Roztoky (Povrly) au bord de l'Elbe, il contenait des filons faisant l'objet d'une petite exploitation minière d'argent médiévale rentable.
Comme dans les régions voisines (massif gréseux de l'Elbe et de Lusace), il existe également des sédiments sableux, argileux et calcaires du Crétacé, qui se sont déposés dans la mer du Crétacé. Les grès et les gaizes de calcaire sont particulièrement caractéristiques sur le flanc sud des montagnes. À Čížkovice, un gisement de chaux crétacée destiné à la production de ciment est exploité.
Le grenat de Bohême (pyrope) sur le versant sud des montagnes, près de Podsedice et de Třebenice, que l'on trouve dans les sédiments meubles tertiaires, est célèbre. La découverte de quelques diamants à Podsedice a également attiré l'attention. Il s'agit de l'une des rares localités en Europe où a été découverte cette pierre précieuse.

## Protection environnementale

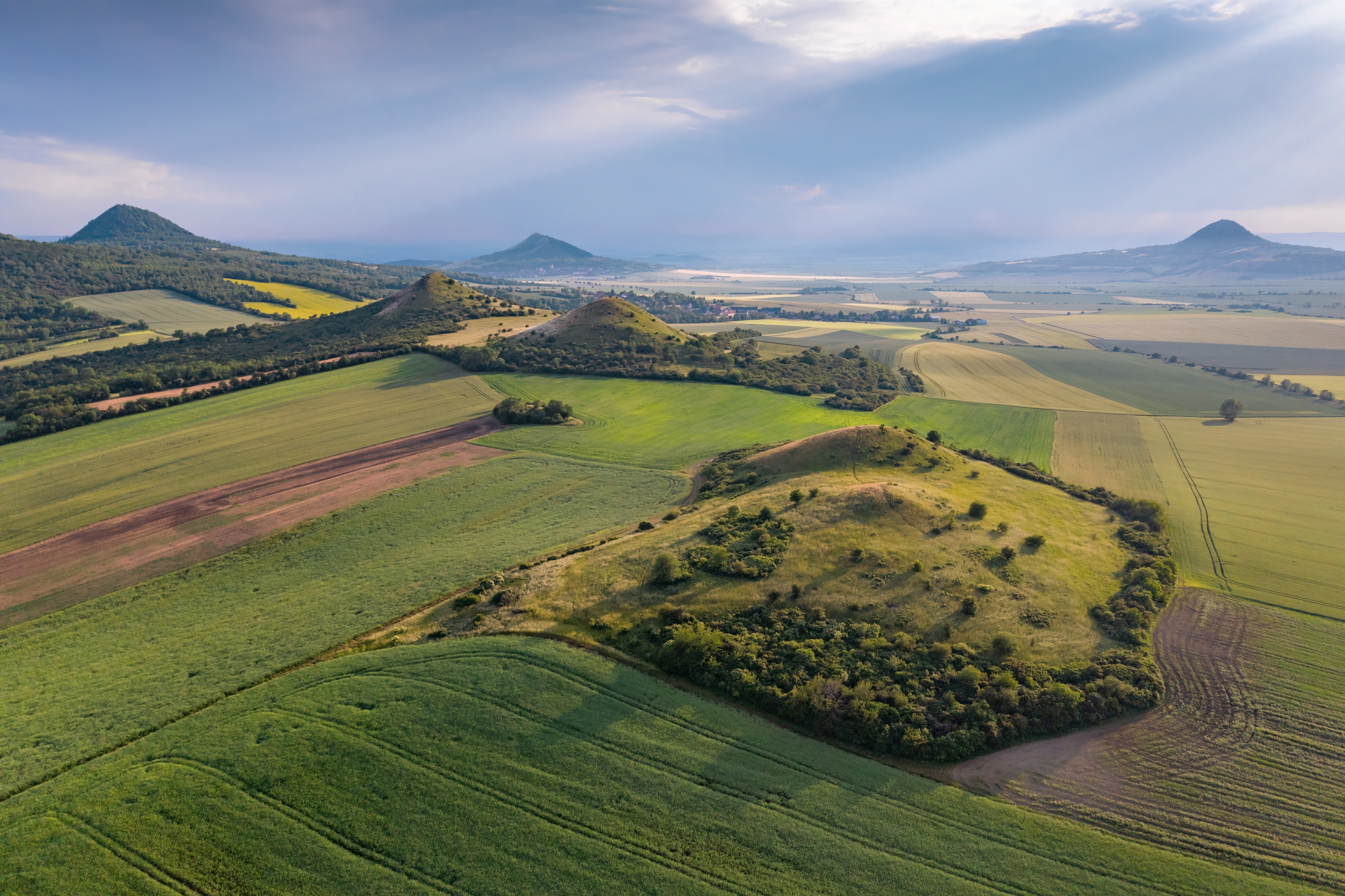
Paysage des České Středohoří, près de Bečov.

La chaîne est protégée par une réserve naturelle (tchèque : Chráněná krajinná oblast, abrégé en CHKO) ; l'autoroute D8 (en) reliant Prague à Dresde la traverse, ce qui est à l'origine de nombreuses protestations et controverses retardant l'achèvement de l'ouvrage. La section de l'autoroute entre Litměřice et Ústí nad Labem est le dernier tronçon encore en construction en 2015.

## Culture
Le jeu ArmA II reproduit le paysage de ces montagnes.

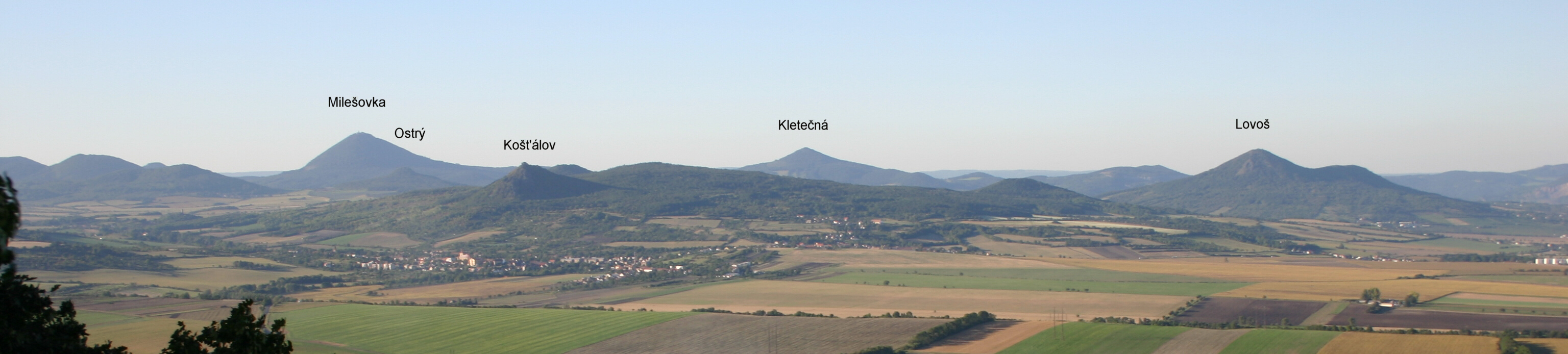
Vue panoramique depuis Hazmburk.

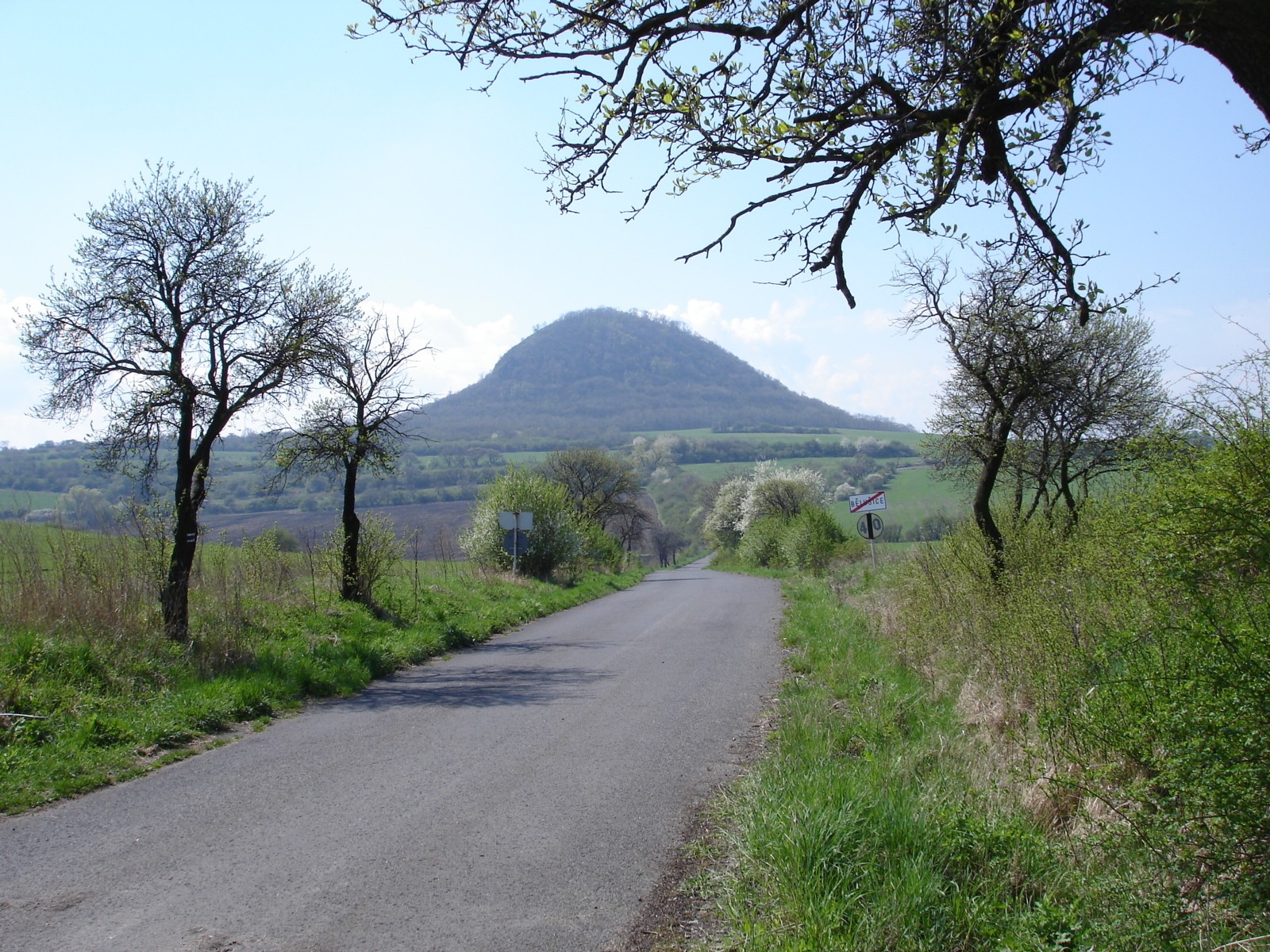
Milá.
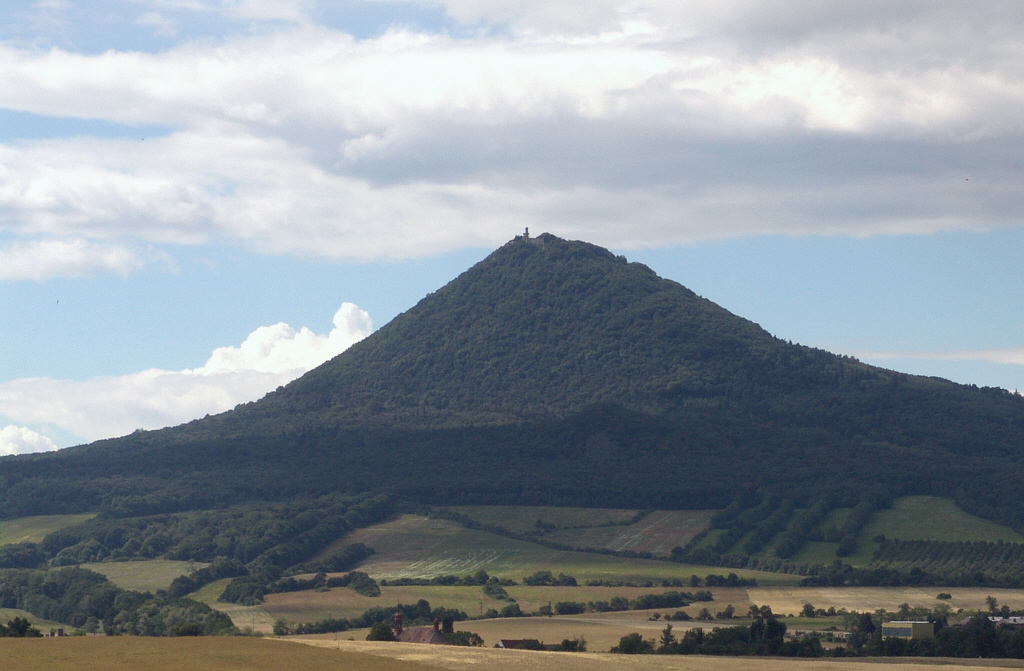
Milešovka.
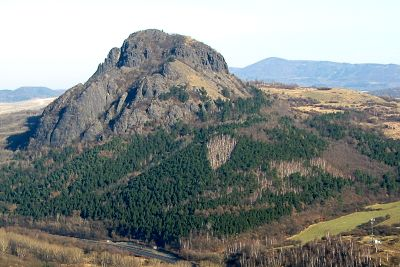
Bořeň.
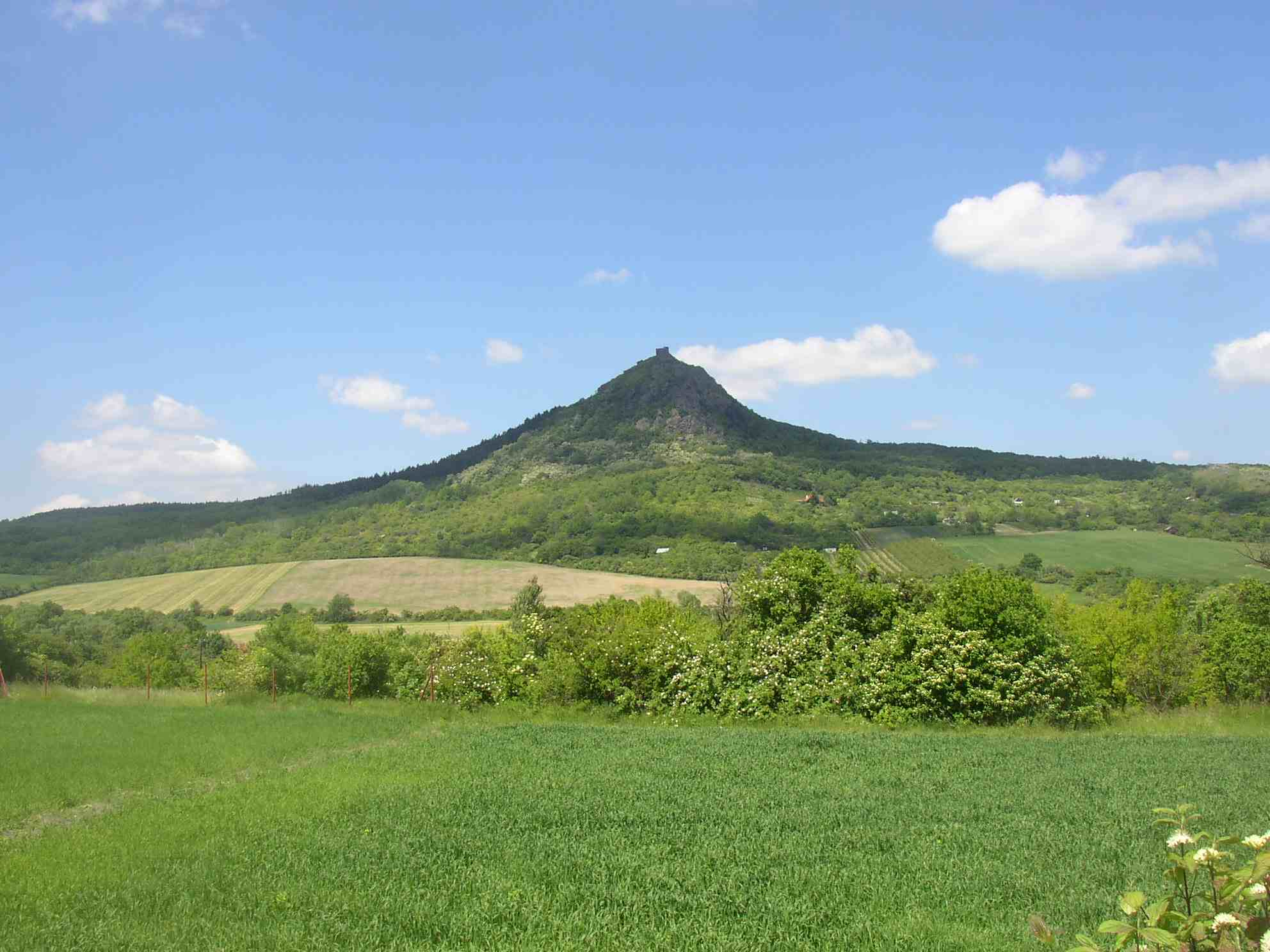
Košťálov.
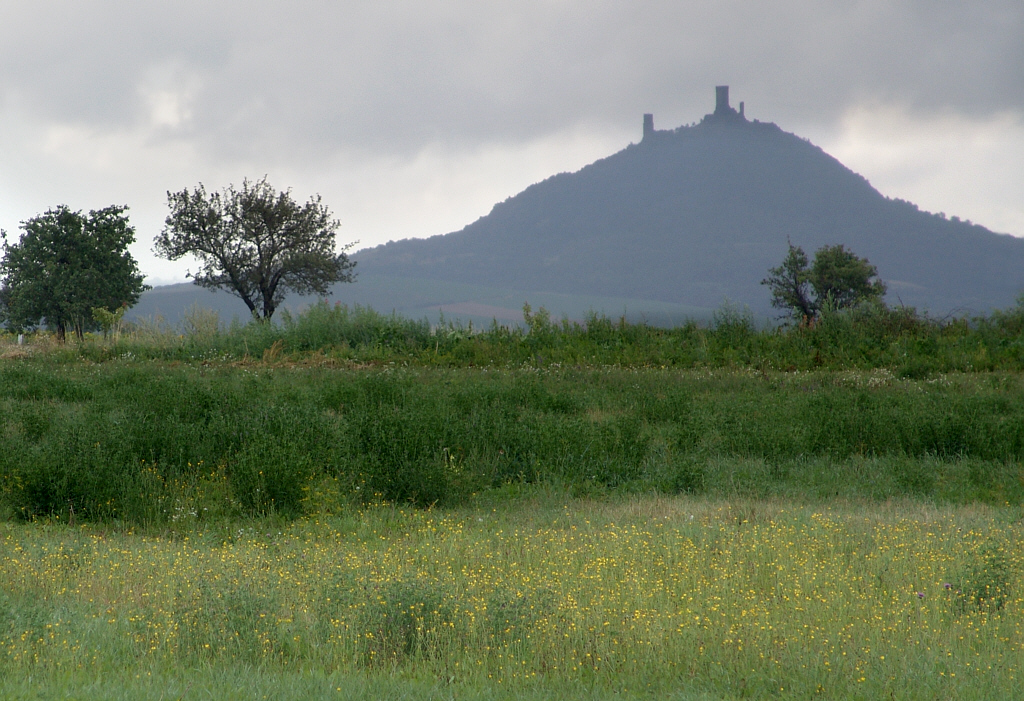
Hazmburk.